# 九里消防署
九里消防署（クリしょうぼうしょ）は京畿道北部消防災難本部所属の消防署である。

## 管轄区域
- 九里市

## 沿革
- 1987年11月25日 - 議政府消防署から分離開設。業務開始。九里市と南楊州郡渼金邑、別内面を管轄。
- 1989年1月1日 - 南楊州郡渼金邑の市制施行に伴い、管轄区域が九里市、渼金市、南楊州郡別内面になる。
- 1991年6月10日 - 南楊州郡榛接邑を管轄区域に加える。管轄区域が九里市、渼金市、南楊州郡榛接邑、別内面になる。
- ?年 - 管轄区域を南楊州郡全域に拡大する。楊平郡が管轄区域に加わる。管轄区域が九里市、渼金市、南楊州郡、楊平郡になる。
- 1995年1月1日 - 渼金市と南楊州郡が合併して南楊州市になったことに伴い、管轄区域が2市1郡になる。
- 1995年12月12日 - 楊平郡が利川消防署に管轄が変更されたことに伴い、管轄区域が2市になる。
- 2005年8月22日 - 南楊州消防署開設に伴い南楊州市を管轄から外す。管轄区域が九里市のみになる。

## 119安全センター
| 119安全センター     | 住所                           | 管轄区域                                   | 地域隊 |
| ------------------- | ------------------------------ | ------------------------------------------ | ------ |
| 校門119安全センター | 九里市峨嵯山路487番ギル46      | 九里市のうち校門洞、土坪洞、峨川洞、水沢洞 |        |
| 仁倉119安全センター | 九里市コンウォン大路34番ギル28 | 九里市のうち四老洞、東九洞、葛梅洞         |        |